# Karan Ashley
Karan Ashley Jackson (ur. 28 września 1975 w Odessie) – amerykańska aktorka filmowa i telewizyjna. Znana jest między innymi z roli Aishy Campbell w późniejszych sezonach serialu Mighty Morphin Power Rangers.